# HD 22615
HD 22615，又名BD+20 602，SAO 76045、HR 1103，是一颗恒星，视星等为6.5，位于銀經167.43，銀緯-27.13，其B1900.0坐标为赤經3h 33m 11.7s，赤緯+20° -27.13′ 23″。